# 스티븐 미리온
스티븐 미리온(영어: Stephene Mirrione, 1969년 2월 17일~)은 미국의 영화 편집자이다. 영화 트래픽 (2000)으로 아카데미 편집상을 수상했다.

## 삶과 경력
1969년 샌타클래라군에서 태어났다. 벨라르민 대학 예비학교에 다녔고, 이어서 캘리포니아 대학교 샌타크루즈에서 1991년 학사 학위를 받았다. 이후 로스앤젤레스로 이주하여 당시 서던 캘리포니아 대학교 영화 예술 학교의 대학원생이었던 더그 라이먼과 협업을 시작했다. 미리온은 라이먼의 초기 장편 영화인 Getting In (1994), 《스윙어즈 》(1996), 그리고 《고》 (1999)를 편집했다.
스티븐 소더버그가 고의 개봉에 참석했을 때 만나고 약 1년 후, 소더버그의 요청으로 《트래픽》 (2000)의 편집을 맡았고, 해당 작품으로 오스카상을 받았다.
미리온은 이후 소더버그가 감독하고 조지 클루니가 주연한 오션스 영화 세 편(《오션스 일레븐》 (2001), 《오션스 트웰브》 (2004), 《오션스 13》) (2007)을 모두 편집했으며, 《인포먼트 》(2009)와 《컨테이젼》 (2011)도 편집했다.
미리온은 2006년 알레한드로 곤살레스 이냐리투의 영화 《바벨》 의 편집으로 《미국 영화 편집자 협회》 "에디" 상을 수상했으며, 해당 작품으로 아카데미상 후보에도 올랐다. 《트래픽》, 《21그램》 (이냐리투 감독 - 2003), 《굿 나잇 앤 굿 럭》 (조지 클루니 감독 - 2005), 그리고 《바벨》으로 영국 아카데미 편집상에 네 번 후보로 지명되었다.
2008년 미국 영화 편집자 협회 회원으로 선출되었다.

## 주요 작품 목록
| 연도 | 영화                                  | 감독                         |
| ---- | ------------------------------------- | ---------------------------- |
| 1994 | Getting In                            | 더그 라이먼                  |
| 1995 | 몬스터 매시: 더 무비                  | 조엘 코헨과 알렉 소콜로우    |
| 1996 | 스윙어즈                              | 더그 라이먼                  |
| 1997 | Clockwatchers                         | 질 스프레처                  |
| 1999 | 고                                    | 더그 라이먼                  |
| 2000 | 트래픽                                | 스티븐 소더버그              |
| 2001 | 오션스 일레븐                         | 스티븐 소더버그              |
| 2001 | 13 컨버세이션                         | 질 스프레처                  |
| 2002 | 컨페션                                | 조지 클루니                  |
| 2003 | 21그램                                | 알레한드로 곤살레스 이냐리투 |
| 2004 | 크리미널                              | 그레고리 제이컵스            |
| 2004 | 오션스 트웰브                         | 스티븐 소더버그              |
| 2005 | 굿 나잇 앤 굿 럭                      | 조지 클루니                  |
| 2006 | 바벨                                  | 알레한드로 곤살레스 이냐리투 |
| 2007 | 그들 각자의 영화관 (단편 "안나")      | 알레한드로 곤살레스 이냐리투 |
| 2007 | 오션스 13                             | 스티븐 소더버그              |
| 2008 | 레더헤즈                              | 조지 클루니                  |
| 2009 | 인포먼트!                             | 스티븐 소더버그              |
| 2010 | 비우티풀                              | 알레한드로 곤살레스 이냐리투 |
| 2011 | 킹메이커                              | 조지 클루니                  |
| 2011 | 컨테이젼                              | 스티븐 소더버그              |
| 2012 | 헝거 게임                             | 게리 로스                    |
| 2013 | 오세이지 카운티                       | 존 웰스                      |
| 2014 | 모뉴먼츠 맨                           | 조지 클루니                  |
| 2014 | 버드맨 또는 (예기치 못한 무지의 미덕) | 알레한드로 곤살레스 이냐리투 |
| 2015 | 레버넌트                              | 알레한드로 곤살레스 이냐리투 |
| 2017 | 서버비콘                              | 조지 클루니                  |
| 2020 | 미드나이트 스카이                     | 조지 클루니                  |
| 2022 | 스파이더헤드                          | 조지프 코신스키              |
| 2025 | F1                                    | 조지프 코신스키              |

## 아카데미상 및 후보 지명
- 2000 – 트래픽 (수상) 아카데미상 편집
- 2006 – 바벨 (후보 지명) 아카데미상 편집
- 2015 – 레버넌트 (후보 지명) 아카데미상 편집

참조: 아카데미 편집상

## 기타 수상 및 후보 지명
- 2000 – 트래픽 (후보 지명) 영국 아카데미상 영화상 최우수 편집
- 2000 – 트래픽 (후보 지명) 미국 영화 편집자 협회 ACE 에디 최우수 편집 장편 영화 – 드라마
- 2002 – 13 컨버세이션 (수상) 샌디에이고 영화 비평가 협회 SDFCS상 최우수 편집
- 2003 – 21그램 (후보 지명) 영국 아카데미상 영화상 최우수 편집
- 2005 – 굿 나잇 앤 굿 럭 (후보 지명) 영국 아카데미상 영화상 최우수 편집
- 2005 – 굿 나잇 앤 굿 럭 (후보 지명) 미국 영화 편집자 협회 ACE 에디 최우수 편집 장편 영화 – 드라마
- 2006 – 바벨 (수상) 칸 영화제 불케인상 – C.S.T.가 기술 예술가에게 수여[5]
- 2006 – 바벨 (후보 지명) 영국 아카데미상 영화상 최우수 편집
- 2006 – 바벨 (수상) 미국 영화 편집자 협회 ACE 에디 최우수 편집 장편 영화 – 드라마
- 2010 – 비우티풀 (후보 지명) 제25회 고야상 최우수 편집
- 2013 – 어거스트: 오세이지 카운티 (후보 지명) 미국 영화 편집자 협회 ACE 에디 최우수 편집 장편 영화 – 코미디 또는 뮤지컬
- 2014 – 버드맨 또는 (예기치 못한 무지의 미덕) (후보 지명) 영국 아카데미상 영화상 최우수 편집
- 2014 – 버드맨 또는 (예기치 못한 무지의 미덕) (후보 지명) 미국 영화 편집자 협회 ACE 에디 최우수 편집 장편 영화 – 코미디 또는 뮤지컬
- 2015 – 레버넌트 (후보 지명) 영국 아카데미상 영화상 최우수 편집
- 2015 – 레버넌트 (후보 지명) 미국 영화 편집자 협회 ACE 에디 최우수 편집 장편 영화 – 드라마